# تاكويا شيهارا
تاكويا شيهارا (باليابانية: 椎原 拓也) (9 يوليو 1980 في كاغوشيما في اليابان – )؛ هو لاعب كرة قدم ياباني سابق كان يلعب كلاعب وسط.

## وصلات خارجية
- تاكويا شيهارا على موقع رابطة كرة القدم اليابانية للمحترفين (اليابانية)